# Újsolt
Újsolt je selo u središnjoj Mađarskoj.
Zauzima površinu od 32,89 km četvornih.

## Zemljopisni položaj
Nalazi se u regiji Južni Alföld, na 46°52' sjeverne zemljopisne širine i 19°7' istočne zemljopisne dužine. 

## Upravna organizacija
Upravno pripada kunsentmikloškoj mikroregiji u Bačko-kiškunskoj županiji. Poštanski broj je 6320.

## Povijest
U selu se nalaze dvije osmatračke humke sagrađene za vrijeme Arpadovića.
Vlasnik područja ovog sela je bio grof Albert Nemes početkom 20. stoljeća. Jedan od zakupaca tog zemljišta, Tóth, posjedovao je majur zvan Tóth major koji je kasnije postao Újsolt.
Selo je bilo dijelom grada Šolte do 1950., a onda je dobilo status samostalnog naselja.

## Gospodarstvo
Poljodjelstvo.

## Stanovništvo
U Újsoltu živi 186 stanovnika (2002.).

## Vanjske poveznice
- (mađ.) Grb  Arhivirana inačica izvorne stranice od 21. srpnja 2011. (Wayback Machine)